# 비스트 머신즈
《비스트 머신즈》는 메인프레임 엔터테인먼트가 제작한 미국과 캐나다의 텔레비전 애니메이션 시리즈이다. 현재 해즈브로가 배급 권한을 가지고 있다. 오리지널 《트랜스포머》 시리즈의 미래에서 일어나는 《비스트 워즈》의 후속작이다. 1999년부터 2000년까지 YTV와 폭스 키즈에서 방영되었다. 북미에서 제작된 트랜스포머 애니메이션 시리즈 중에서 《비스트 머신즈》는 사전에 완전히 기획된 유일한 작품이며, 이는 이 시리즈에 더욱 연속적인 스토리라인을 부여하였다. 